# Assomada
Assomada è una cittadina dello stato-arcipelago di Capo Verde, capoluogo della Contea di Santa Catarina. Si trova sull'isola di Santiago, appartenente al gruppo delle isole Sotavento.